# Mahakirantski jezici
Mahakirantski jezici, skupina himalajskih jezika koja obuhvaća (51, odnosno po novijoj klasifikaciji 48) jezik na području Nepala.
Osnovna im je podjela na jezike Kham-Magar-Chepang-Sunwari (12); Kiranti (35) i Newari (1).
a. Kham-Magar-Chepang-Sunwari (13) Nepal: 
a1. Chepang (3): bujhyal, chepang, wayu; kusunda, danas se vodi kao izoliran.
a2. kham (4): kham (2 jezika: gamale kham, sheshi kham), parbate kham (2 jezika: istočni i zapadni);
a3. magar (3): magar (2 jezika, istočni i zapadni), raji;
a4. Sunwari (2): bahing, sunwar.
b. Kirantski jezici (37; danas 35) Nepal, Indija: 
b1. Istočni (26; prije 27): athpariya, bantawa, belhariya, camling, chhintange, chhulung, chukwa, dungmali, kulung, lambichhong, limbu, lorung (2 jezika: sjeverni i južni), lumba-yakkha, meohang (2 jezika: istočni i zapadni), moinba, nachering, phangduwali, pongyong, puma, saam, sampang, waling, yakha, yamphe, yamphu;
b2. Zapadni (9): dumi, jerung, khaling, koi, lingkhim, raute, thulung, tilung, wambule;
b3. tomyang. Danas se vodi kao dijalekt jezika yamphu [ybi]
c. Newarski jezici (1) Nepal: newarski.

## Vanjske poveznice
- Ethnologue (14th)